# Długoszpon afrykański
Długoszpon afrykański (Actophilornis africanus) – gatunek średniej wielkości ptaka z rodziny długoszponów (Jacanidae). Występuje w Afryce Subsaharyjskiej. Nie jest zagrożony wyginięciem.

## Taksonomia
Po raz pierwszy zgodnie z zasadami nazewnictwa binominalnego gatunek ten opisał Johann Friedrich Gmelin w 1789 w 13. edycji linneuszowskiego Systema Naturae. Nowemu gatunkowi nadał nazwę Parra africana. Wcześniej w 1785 długoszpona afrykańskiego opisał John Latham, jednakże określił jedynie jego nazwę zwyczajową: African Jacana. Do opisu dołączył tablicę barwną opatrzoną numerem 87. Obecnie (2025) gatunek umieszczany jest w rodzaju Actophilornis razem z długoszponem madagaskarskim (A. albinucha). Międzynarodowy Komitet Ornitologiczny i autorzy HBW uznają gatunek za monotypowy.

## Morfologia
Długość ciała wynosi 23–31 cm; masa ciała samców 115–224 g, samic: 167–290 g. Ciemię, tył szyi i ciągnący się od nasady żuchwy pasek oczny czarne, połyskliwe. Okalają wąską białą brew widoczną głównie z przodu oka. Niekiedy przysłania ją płytka czołowa zajmująca obszar czoła. Gardło, policzki i szyja białe. W górnej części piersi i w bocznej części nasady szyi barwa ta przechodzi w jasną złotożółtą. Najdłuższe spośród złocistożółtych piór zdobione są czarnymi paskami i kasztanowymi końcówkami. Wierzch i spód ciała poza wymienionymi obszarami porastają pióra kasztanowoczerwone, ciemne. Pokrywy skrzydłowe mniejsze, barkówki i grzbiet zielonkawe u nasady, przez co w znoszonym upierzeniu mogą wyglądać bardziej na zielone niż kasztanowe. Lotki I rzędu i końcówki pokryw skrzydłowych większych oraz zewnętrznych lotek II rzędu czarniawe, kontrastują z kasztanowymi pokrywami skrzydłowymi.

## Zasięg występowania
Długoszpony afrykańskie zamieszkują subsaharyjską część Afryki, od Senegalu po Etiopię i dalej na południe. W południowej Afryce skupione są głównie we wschodniej i północnej części regionu. BirdLife International szacuje zasięg na 24,4 mln km². W zasięgu długoszponów afrykańskich pominięte są tereny leśne i pustynne.

## Ekologia i zachowanie
Środowiskiem życia długoszponów afrykańskich są stale lub okresowo zalewane tereny podmokłe. Zawsze spotykane są w okolicach wód słodkich z rosnącą lub unoszącą się na wodzie roślinnością (między innymi pistia rozetkowa [Pistia stratiotes], Eichhornia, salwinia [Salvinia], moczarka [Elodea], Ludwigia stolonifera, grzybienie [Nymphaea], rdestnica [Potamogeton], rogatek [Ceratophyllum]), jednak niekiedy pojawiają się i przy niewielkich stawach. Czasami odwiedzają części rzek lub strumieni, w których woda płynie bardzo wolno. Podczas żerowania poruszają się delikatnym krokiem po pływającej roślinności, korzystają ze swoich niezwykle długich palców i pazurów jako podpory. Pożywienia szukają także wśród roślinności nadbrzeżnej lub na lądzie wzdłuż krawędzi zbiornika. Ptaki włóczące się poza normalnym zasięgiem mogą odwiedzać laguny, estuaria, kanały ściekowe, ozdobne stawy i inne, niewymienione obszary. Pożywienie długoszponów afrykańskich stanowią głównie owady oraz miękkie bezkręgowce i inne niż owady stawonogi, w tym pajęczaki, a także skorupiaki i mięczaki, okazjonalnie również nasiona. W ich diecie stwierdzono także niewielkie ryby. Są wysoce nomadyczne, wędrują w poszukiwaniu nowych mokradeł.

### Lęgi

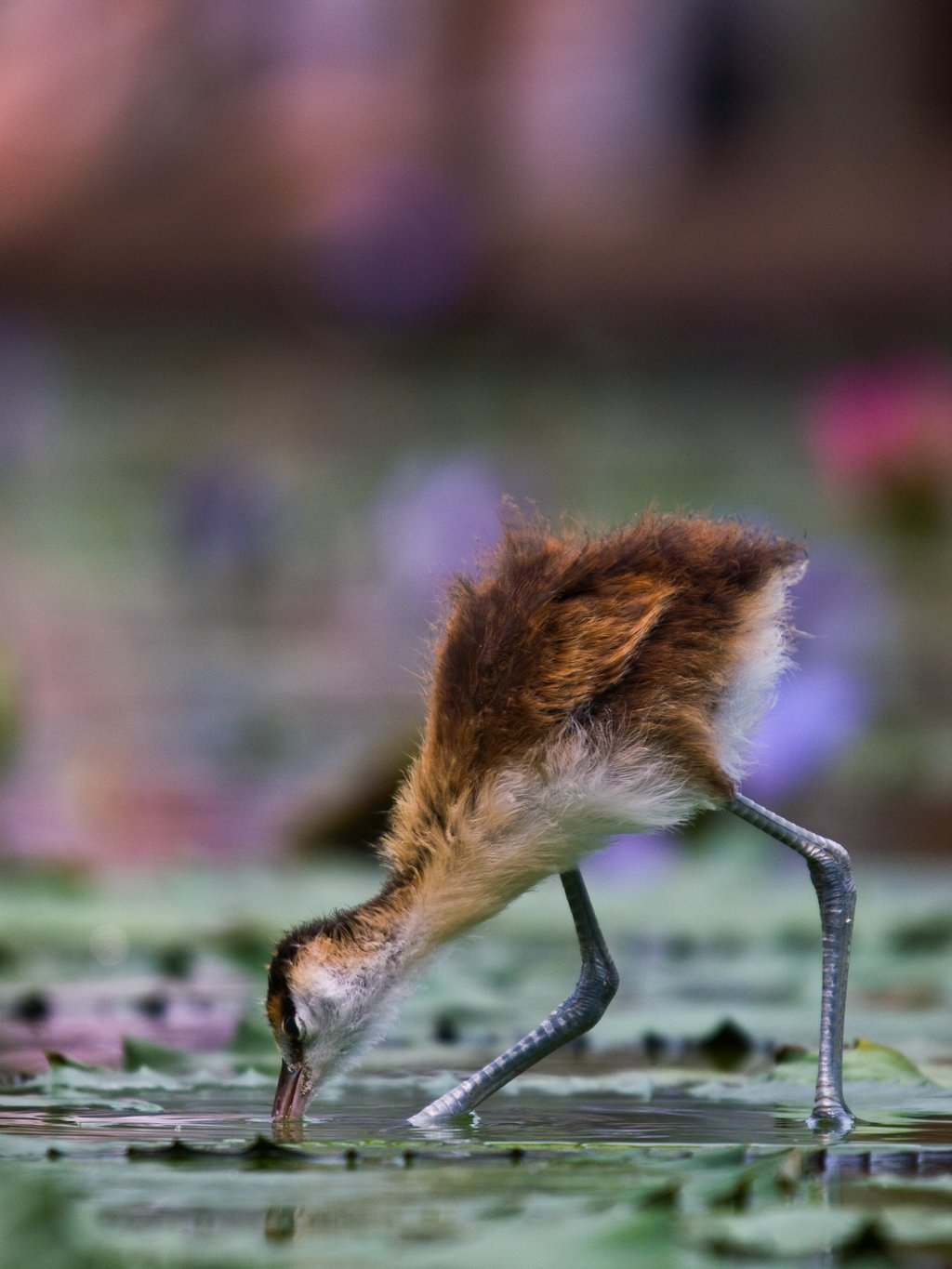
Pisklę długoszpona afrykańskiego

W odpowiednim środowisku lęgi mogą odbywać się cały rok, w sezonowo zalewanych terenach – sezonowo. W Sierra Leone gniazdują głównie od października do listopada, w Ghanie – od czerwca do września, w Nigerii – od czerwca do września (lub od kwietnia do stycznia), w Etiopii – od stycznia do sierpnia/września, w południowej Afryce – przez cały rok, jednak głównie latem. W najbardziej południowych rejonach Afryki istnieje wyodrębniony okres lęgowy, na przykład w KwaZulu-Natal jest to okres od listopada do marca. Im dalej na północ, tym bardziej wydłużony okres lęgowy, na przykład w KwaZulu-Natal w podanym okresie odnotowano 97% stwierdzeń, a w Zimbabwe od listopada do marca już 68% stwierdzeń. Długoszpony afrykańskie są poliandryczne, jednak ich strategia rozrodcza bywa wysoce zmienna.
Gniazdo ma formę prostej platformy z roślin umiejscowionej na brzegu zbiornika lub na połaci pływającej roślinności. Zarówno samce, jak i samice w okresie lęgowym są bardzo agresywne. Zniesienie liczy 3–5 jaj, przeważnie 4. W wysiadywaniu trwającym 23–27 dni bierze udział wyłącznie samiec. Jaja trzyma między brzuchem a skrzydłami, nie mają wówczas kontaktu z gniazdem. Opiekując się pisklętami, trzyma je niekiedy między bokiem ciała a skrzydłem, po dwa pisklęta pod skrzydłem, na co pozwala mu modyfikacja kośćca. Młode to zagniazdowniki, spłoszone potrafią zanurzyć się w wodzie, wystawiając jedynie nozdrza i dziób. Pozostają z samcem przez pierwsze 40–70 dni życia. Po 39–44 dniach życia zyskują zdolność lotu. Dorosłe upierzenie osiągają w wieku około 1 roku.

## Status i zagrożenia
IUCN uznaje długoszpona afrykańskiego za gatunek najmniejszej troski (LC, Least Concern) nieprzerwanie od 1988 (stan w 2024). Liczebność populacji szacuje się na około 1 milion osobników. Wetlands International uznaje (2023) trend populacji za stabilny.